# Tõnis Kasemets
Tõnis Kasemets (Pärnu, 17 de março de 1974) é um automobilista estoniano.

## Carreira
Ele começou a correr no kart, em 1992, aos 18 anos. Ainda passaria por Fórmula Opel Euroseries, Club-Rennsport, Fórmula 2000 U.S. e Fórmula Atlantic antes de ingressar na Champ Car, em 2006. 
Aos 32 anos, Kasemets disputaria cinco etapas da categoria, pela equipe Rocketsports. Estreou no GP de Portland, terminando na décima-sexta posição. O melhor resultado do estoniano foi um décimo-primeiro lugar na etapa de EdmontoN Kasemets terminou a temporada em 19º lugar, com 34 pontos ganhos.
Voltou à F-Atlantic em 2007, tendo (até 2009) conquistado três terceiros lugares como melhor resultado, pilotando por três escuderias (Newman Wachs Racing, Genoa Racing e Polestar Motor Racing). Kasemets teve tempo ainda de disputar duas provas da Indy Lights (Long Beach e Toronto) pelas equipes Team PBIR e Andersen Racing, terminando-as em sexto lugar. Ainda teve uma curta passagem pelo Campeonato de Grand-Am (categoria Sport-Car), fechando a temporada em trigésimo-quarto, e voltou à Lights no mesmo ano para participar do GP de Baltimore, pilotando o carro da equipe Moore. Encerrou a corrida na oitava colocação.